# Marla Maples

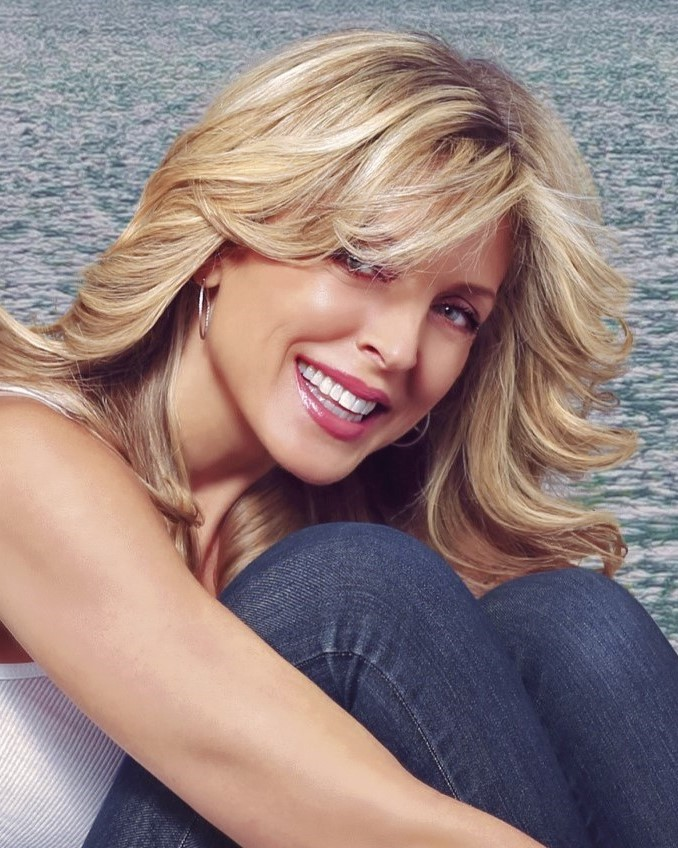
Marla Maples (2014)

Marla Ann Maples (* 27. Oktober 1963 in Cohutta, Georgia) ist eine US-amerikanische Schauspielerin. Von 1993 bis 1999 war sie mit dem Unternehmer und späteren US-Präsidenten Donald Trump verheiratet.

## Leben
Maples Vater arbeitete als Immobilienentwickler. Sie besuchte die Northwest Whitfield High School in Tunnel Hill in Georgia, wo sie 1981 Homecoming Queen wurde.
Maples hatte 1986 ihr Filmdebüt mit einer kleineren Rolle in Stephen Kings Film Rhea M – Es begann ohne Warnung. Es folgten weitere Nebenrollen in Filmen wie Einsame Entscheidung, Richie Rich – Die Wunschmaschine, Happiness und Black and White. Daneben wirkte sie in verschiedenen bekannten Fernsehserien als Gastdarstellerin mit. 2016 nahm Maples an der US-amerikanischen Version von Strictly come Dancing teil.

### Beziehung mit Donald Trump
1989 lernte sie Donald Trump kennen und hatte eine öffentlichkeitswirksame Beziehung mit ihm, die jedoch mindestens einmal vorübergehend beendet wurde. Die hohe Presseaufmerksamkeit – die Boulevardzeitung New York Post hatte Trump acht Tage in Folge auf ihrem Titelblatt – überraschte Trump, da Spekulationen über andere Affären von ihm in der Boulevardpresse bis dahin viel weniger beachtet worden waren. Aus der Beziehung der beiden ging 1993 die Tochter Tiffany hervor.
Trump und Maples heirateten am 20. Dezember 1993 im Hotel The Plaza in New York. Berichten zufolge sollen Tausende Gäste anwesend gewesen sein, unter ihnen O. J. Simpson und Rosie O’Donnell. Das Paar trennte sich im Mai 1997 und wurde am 8. Juni 1999 geschieden. Maples zog danach nach Kalifornien. Sie wollte ein Buch über ihre Zeit mit Trump schreiben; Donald und Ivanka Trump verhinderten dies.

## Filmografie (Auswahl)
- 1986: Rhea M – Es begann ohne Warnung (Maximum Overdrive)
- 1987: Funland
- 1988: Dallas (Fernsehserie, Folge Cally on a Hot Tin Roof)
- 1994: Der Prinz von Bel-Air (The Fresh Prince of Bel-Air; Fernsehserie, Folge For Sale by Owner)
- 1996: Clueless – Die Chaos-Clique (Clueless; Fernsehserie, Folge Cher, Inc.)
- 1996: Einsame Entscheidung (Executive Decision)
- 1997: Chaos City (Spin City; Fernsehserie, Folge The Goodbye Girl)
- 1997: Zum Teufel mit den Millionen (For Richer or Poorer)
- 1997: Verzauberte Weihnachten (The Christmas List; Fernsehfilm)
- 1998: Richie Rich – Die Wunschmaschine (Ri¢hie Ri¢h's Christmas Wish)
- 1998: Die Nanny (The Nanny; Fernsehserie, Folge The Best Man)
- 1998: Happiness
- 1999: Black and White
- 1999: Two of Hearts – Zwei von ganzem Herzen (Two of Hearts; Fernsehfilm)
- 2004: A Sight for Sore Eyes (Kurzfilm)
- 2006: Loving Annabelle
- 2010: A Nanny for Christmas (Fernsehfilm)
- 2014: Liv und Maddie (Liv and Maddie; Fernsehserie, Folge BFF-A-Rooney)
- 2019: The Righteous Gemstones (Fernsehserie, 3 Folgen)
- 2021: The Birthday Cake